# La Huacana
La Huacana è una municipalità dello stato di Michoacán, nel Messico centrale, il cui capoluogo è la località omonima.
La municipalità conta 32.757 abitanti (2010) e ha un'estensione di 1.951,91 km².
Il significato del nome della località in lingua chichimeca è luogo dei vestiti.